# Acronychia pauciflora
Acronychia pauciflora es una especie de arbusto perteneciente a la familia de las rutáceas. Es originaria de Australia en Nueva Gales del Sur.

## Descripción
Es un arbusto o árbol pequeño que alcanza un tamaño de 10 m de altura, con las inflorescencias y ramitas jóvenes glabras a finamente peludas. Las hojas amplio-elípticas a obovadas, de 2-9.5 cm de largo, 1-4.8 cm de ancho, el ápice redondeado a acuminado, la base obtusa a cuneada, glabras o muy poco peludas en el envés, los puntos de aceite pequeños y medianos, pecíolo de 4-20 mm de largo, finamente pilosos cuando jóvenes. Las inflorescencias con muy pocas flores, de 0.8-1.2 cm de largo. Sépalos 0.8 mm de largo. Pétalos de 5-6,5 mm de largo, de color blanco verdoso. El fruto es globoso de ±, 7-9 mm de diámetro, verde pálido a blanco.

## Distribución y hábitat
Se encuentra en los bosques tropicales y subtropicales secos, al norte de Lismore en Nueva Gales del Sur y en el estado vecino Queensland.

## Taxonomía
Acronychia pauciflora fue descrita por Cyril Tenison White y publicado en Proceedings of the Royal Society of Queensland 57: 21, en el año 1947.